# Vodárenská věž (Otvice)
Vodárenská věž v Otvicích v okrese Chomutov, byla postavena dle návrhu Adolfa Niklase mezi lety 1913 a 1915 při stavbě místního vodovodu. Objem secesního vodojemu je 60 m3 a v roce 2005 byl prohlášen kulturní památkou, přičemž svému účelu slouží dodnes (2012).